# توماس پرت
توماس پرت (به انگلیسی: Thomas Pratt) سناتور سابق عضو حزب دموکرات ایالات متحده آمریکا بود. وی در سال ۱۸۵۰ تا ۱۸۵۶ و ۱۸۵۶ تا ۱۸۵۷ میلادی سناتور ایالت مریلند در سنای ایالات متحده آمریکا بود.